# Recol·lectora

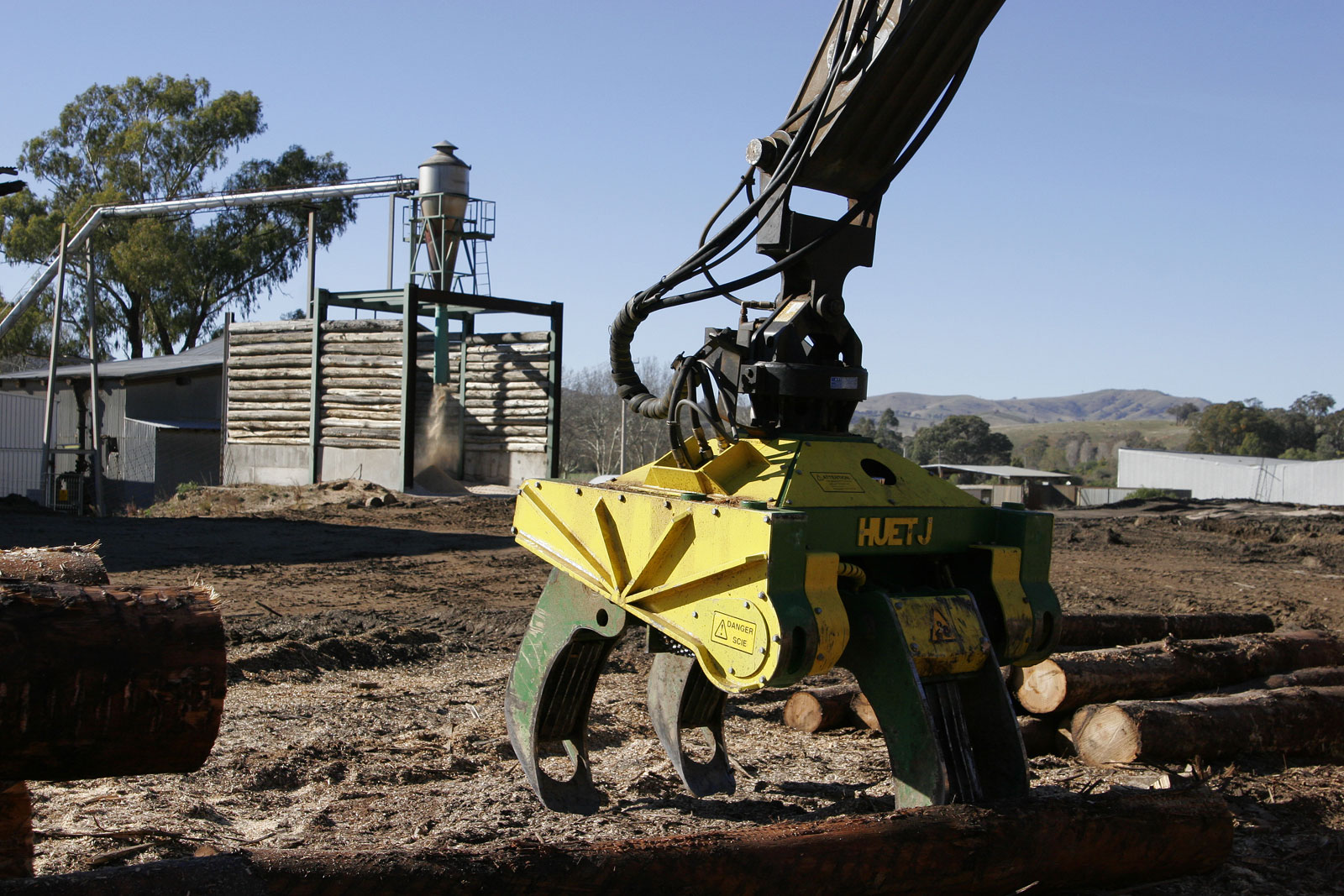
Capçal d'una recol·lectora forestal.

Una recol·lectora, màquina de batre/segar i batre, segadora o segadora-recol·lectora és una màquina agrícola dedicada a recol·lectar productes agrícoles com ara cereals (arròs, dacsa, blat, ordi i altres), però n'hi ha també adaptades per collir oleaginoses (colza), proteaginoses (pèsol), cotó o productes forestals.

## Història

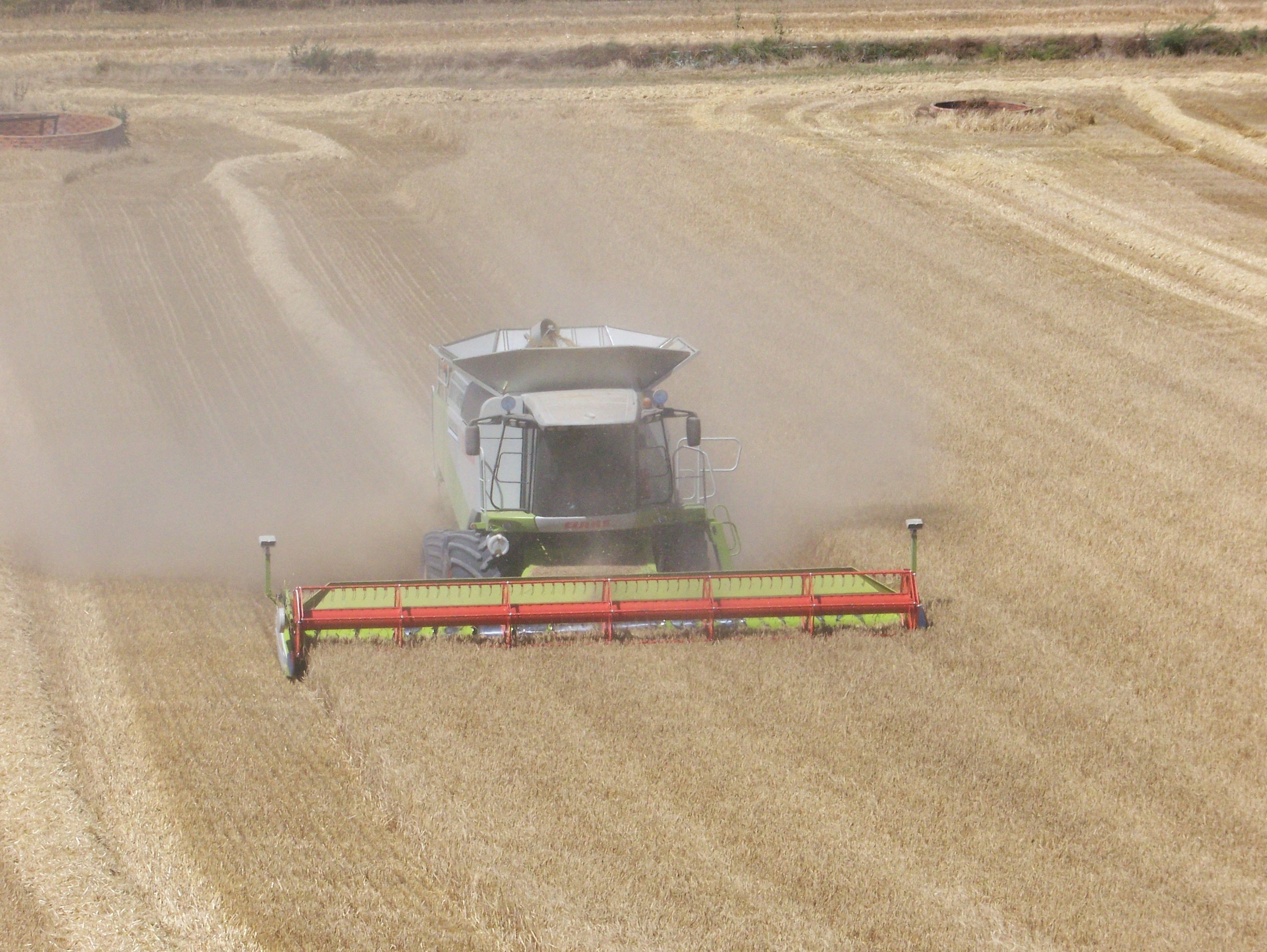
Recol·lectora en un camps de cereals.

L'estatunidenc Cyrus McCormick va patentar la primera segadora mecànica l'any 1834. Un altre nord-americà, Hiram Moore, el mateix any, patentà la primera segadora-recol·lectora. En un principi la segadora era accionada per força animal, després per un tractor al qual era connectata amb una presa de força simplement tallava el cultiu i els grans s'extreien amb una altra operació (batuda). Les recol·lectores modernes són autopropulsades i fan el procés complet separant el gra de la palla.
L'aparició de les màquines segadores-recol·lectores va ser una de les causes de la modificació profunda del paisatge rural, alliberant molta mà d'obra. A més aquestes grans màquines no podien circular pels petits camins i maniobraven malament en les parcel·les petites. Com a maquinar molt pesant va contribuir a compactar el sòl agrícola. Des del punt de vista mediambiental, si no es va amb cura, poden matar nombrosos animals petits, ocells principalment, que nidifiquen dins dels camps de cereals (guatlles, per exemple).

## Parts i funcionament de la recol·lectora

### Esquema de funcionament d'una segadora- recol·lectora convencional
| Esquema de funcionament d'una segadora- recol·lectora convencional | Llegenda | Llegenda              | Llegenda | Llegenda            |
| Esquema de funcionament d'una segadora- recol·lectora convencional | 1        | esquivador de garfis  | 11       | engraellat superior |
| Esquema de funcionament d'una segadora- recol·lectora convencional | 2        | barra de tall         | 12       | engraellat inferior |
| Esquema de funcionament d'una segadora- recol·lectora convencional | 3        | cargol d'alimentació  | 13       | cargol              |
| Esquema de funcionament d'una segadora- recol·lectora convencional | 4        | escolta               | 14       | reciclatge          |
| Esquema de funcionament d'una segadora- recol·lectora convencional | 5        | recuperador de pedres | 15       | cargol de grans     |
| Esquema de funcionament d'una segadora- recol·lectora convencional | 6        | batedor               | 16       | tremuja de grans    |
| Esquema de funcionament d'una segadora- recol·lectora convencional | 7        | contrabatedor         | 17       | triturador de palla |
| Esquema de funcionament d'una segadora- recol·lectora convencional | 8        | sacsejador            | 18       | cabina de conducció |
| Esquema de funcionament d'una segadora- recol·lectora convencional | 9        | taula de grans        | 19       | motor               |
| Esquema de funcionament d'una segadora- recol·lectora convencional | 10       | ventilador            |          |                     |

El funcionament d'una recol·lectora es pot apreciar en l'esquema adjunt. El flux de la mies primer i la palla després es representen de color groc, els grans trillats amb granses i altres impureses de color ataronjat i els grans nets de color vermell. El capçal o plataforma comprèn la barra de tall, el molinet i l'infinitat que porta la mies tallada al portador. És la part segadora de la màquina. Hi ha recol·lectores en les quals en lloc d'una infinitat s'empren lones (draper). El capçal és fàcilment desacoblable de la recol·lectora per facilitar el seu transport i per intercanviar-ho amb capçals especials com els de blat de moro o gira-sols.
Cilindre i còncau són els mecanismes bàsics que realitzen la trilla, i excepte els lògics perfeccionaments que es van introduir amb el temps, són bàsicament similars als de la trilladora. El cilindre té 0,50 a 0,65 m de diàmetre i 1,20 a 1,70 m d'ample, i gira a velocitats compreses entre 1.000 i 1.200 revolucions per minut trillant blat, 500 a 600 en blat de moro, 450 a 850 en soia i unes 420 en gira-sol. A través del còncau van caient els grans trillats. La separació entre cilindre i còncau és ajustable, depenent del gra trillat i les condicions del cultiu. En l'esquema es representa un conjunt de cilindre i còncau transversal. En màquines modernes es tendeix a una ubicació longitudinal (axial) que permet una trilla progressiva; en aquest cas pot haver-hi un o dos cilindres, de major diàmetre i sobretot major llarg que els convencionals. El batidor compleix la funció de descongestionar de palla el conjunt de cilindre-còncau i interceptar els grans acomiadats pel mecanisme trillador i obligar-los a descendir a la safata del còncau.
La separació de gra i palla romanent es realitza mitjançant diversos mecanismes. El maquinetes, s'encarrega separar els grans encara retinguts en la palla sacsejant-la i finalment eliminant la palla per la cua de la màquina. En la cua s'agrega un escampador de palla que distribueix més o menys uniformement la palla sobre el terreny per facilitar la seva incorporació al sòl com a matèria orgànica i evitar la formació d'andanes que poden dificultar treballs posteriors. La safata del còncau condueix els grans separats per la trilla a les sarandes o sedàs. El sarondó o sarondó superior realitzen una primera neteja, separant els grans de la gransa, que és expulsada per la cua de la màquina juntament amb la palla. La saranda o saranda inferior completa la neteja; els grans que no passen per aquesta saranda per malament trillats tornen al cilindre-còncau per la tornada pel seu giny. Tota aquesta neteja (sector violaci) és ajudada per un corrent d'aire generada pel ventilador que passa a través de les sarandes separant els grans de les parts lleugeres i de la pols. Sarondó i saranda s'han d'ajustar o intercanviar d'acord al gra collit. Aquesta part de la recol·lectora compleix les funcions que antigament es realitzaven mitjançant l'aventat i el garbellat.
Finalment els grans nets són transportats pel elevador de grans a la tremuja. Quan aquesta està plena es descarrega a través de la infinitat de descàrrega a carros, remolcs o camions que transporten els grans a sitges o dipòsits, o també a sitges borsa per al seu magatzematge transitori en el predi. A fi d'evitar pèrdues de temps per detencions de la recol·lectora, la descàrrega es realitza generalment sobre la marxa, o sigui estant la màquina operant.

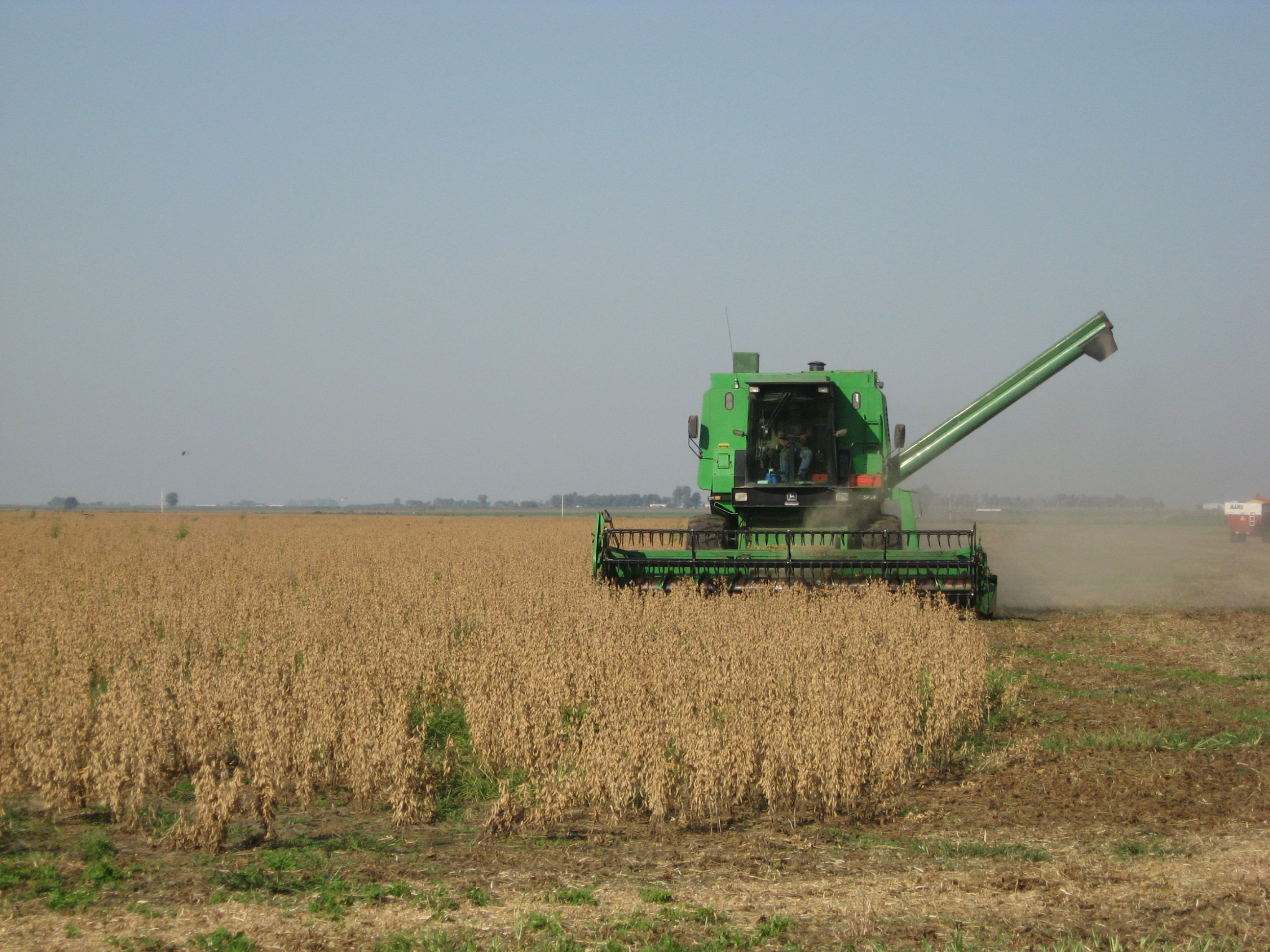
Collint soia a Argentina en 2009. A causa del seu hàbit de fructificació, la soia ha de segar-se arran de terra per recollir totes les beines.

Des de la seva cabina el conductor té a la seva disposició no només els instruments i controls usuals en un tractor o vehicle, sinó a més una sèrie de comandaments de les principals parts de la recol·lectora. Entre uns altres, pot posar en funcionament o detenir el capçal així com regular la seva altura de tall i la velocitat i altura del molinet, modificar la velocitat de gir del cilindre i ajustar la separació cilindre-còncau, regular el ventilador, connectar i desconnectar la infinitat de descàrrega, etc. Les cabines són tancades i generalment climatitzades, protegint al conductor de l'abundant pols que acomiada la recol·lectora en treballar i assegurant un ambient confortable en els calorosos dies estiuencs o freds dies tardorencs.
Quant al motor les màquines poden venir equipades amb motors entre 150 i 640 CV (110-470 kW). Aquesta àmplia gamma ha portat a classificar-les comercialment en 10 classes que defineixen les seves respectives prestacions. La tendència és cap a màquines cada vegada més grans i, per tant, de major capacitat de treball.
Com es pot apreciar, una recol·lectora és una màquina bastant complexa. El seu conductor o maquinista ha de ser un operari qualificat per a la tasca. No només són necessaris coneixements de mecànica per operar i mantenir correctament el motor i altres mecanismes, sinó també per regular el funcionament de la recol·lectora. Una regulació deficient genera pèrdues de grans, que es tradueixen en importants perjudicis econòmics per al productor quan són excessives. També pot provocar una pèrdua de la qualitat per la presència de grans partits, cossos estranys, etc. entre els grans trillats.

## Parts d'una recol·lectora
- Motor: el motor normalment és un motor diesel
- Sistema motor: generalment és un sistema hidroestàtic amb caixa de canvis manual, el sistema s'encarrega de desplaçar la recol·lectora.
- Mecanisme de tall: depenent del conreu a recollir es fa servir un o un altre capçal, aquest mecanisme s'encarrega de tallar el conreu i transportar-lo cap al següent mecanisme.
- Mecanisme de batuda: s'encarrega d'esmicolar el gra de l'espiga o beina i separar-lo a través de revolucions
- Mecanisme de neteja: amb un ventilador se separa el gra del boll i de les restes de la palla que pesen menys i de la pols, el sistema de garbell separa el gra de les parts més gruixudes.
- Sistema de transport i emmagatzemament: mecanismes encarregats de transportar el gra net fins a la tremuja normalment per mecanismes sense fi al dipòsit de gra, on romandrà fins que sigui descarregat a un remolc per a transportar-lo.

## Treball de la recol·lectora

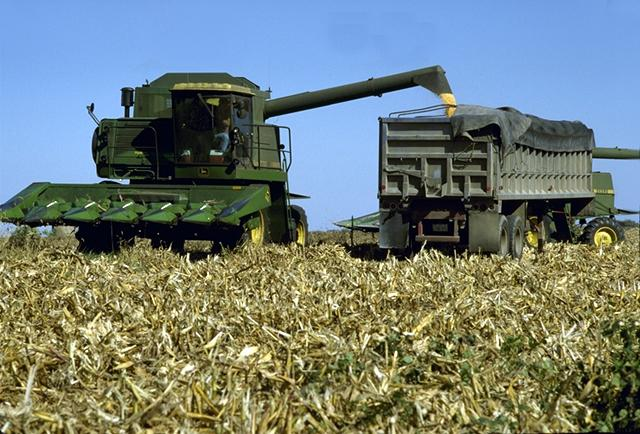
Recol·lectora amb capçal de blat de moro, detinguda descarregant el gra.

Una vegada madurs, els cultius s'han de collir sense pèrdua de temps doncs tota demora pot implicar pèrdues econòmiques per a l'agricultor. Les seves principals causes en la recol·lectora, a part de les tasques de manteniment i preparació per al treball, són les següents:
1. Trasllat del lloc de collita.
2. Treball en buit en les capçaleres de la parcel·la (treballant en amelgues) en girar. En general, el treball en rodó és més eficient. També pot haver-hi treball en buit en finalitzar una amelga quan es cull una franja menor que l'ample del capçal.
3. Descàrrega de la tremuja amb la màquina detinguda. Com ja es va dir, en general la descàrrega s'efectua sobre la marxa.
4. Espera per descarregar la tremuja. Una vegada plena, la recol·lectora s'ha de detenir si no pot descarregar la tremuja. Per això, abans de començar el seu treball, és necessari preveure l'implico dels grans collits a les sitges o graners. En aquest sentit, la recol·lectora i el carro o camió que rep els grans són dos elements inseparables en tota collita que s'han de programar conjuntament. La logística és una part important, especialment quan operen diverses recol·lectores simultàniament en un mateix predi.
5. Càrrega de combustible i manteniment. Les recol·lectores tenen normalment tancs de combustible de suficient capacitat per a tota una jornada de treball. Tampoc solen necessitar manteniment durant la jornada de treball.
6. Regulacions de la màquina. Si ben moltes regulacions es poden fer sobre marxa pel conductor des de la seva cabina, algunes necessiten detencions. Una d'elles és realitzar un bon control de les pèrdues de grans, un aspecte important a causa dels seus potencials perjudicis econòmics.
7. Encallaments de la màquina. En general es donen quan l'alimentació del conjunt cilindre-còncau excedeix la seva capacitat de trilla. També poden donar-se encallaments en el capçal originats per una velocitat excessiva de la recol·lectora i en altres parts de la màquina.
8. Avaries. Mai s'està exempt d'avaries inesperades. Quan les avaries es repeteixen són un indicador d'un manteniment preventiu deficient.
9. Pauses o descans del personal. Les jornades de collita poden ser perllongades. És aconsellable la collita amb dos operaris que es poden alternar en la conducció de la màquina, o d'una persona que transitòriament pot conduir-la mentre el conductor fa una pausa.

Com a orientació general i si ben molt variable, la pèrdues de temps es poden quantificar en al voltant del 15-25 % del temps operatiu de la recol·lectora. En altres paraules, el 75-85 % del temps operatiu és temps efectiu de treball.
Les recol·lectores treballen habitualment de dia, si bé estan equipades amb llums que els permeten fer-ho sense inconvenients de nit. No obstant això, en regions humides el treball nocturn es veu limitat per la presència de rosada. Quan comença a formar-se, humiteja el gra, la qual cosa impedeix prosseguir amb la collita doncs el gra ha d'emmagatzemar-se sense excés d'humitat. Per la mateixa raó, el treball diari recentment s'inicia als matins una vegada que la rosada ha desaparegut.
En cas de collir-se el gra amb una humitat superior a l'admissible per a un magatzematge segur és necessari assecar-ho. Aquesta operació s'efectua en les plantes de sitges amb assecadores de grans, prèviament al seu magatzematge. L'assecat afegeix costos a l'agricultor, però moltes vegades es prefereix collir el gra estant humit per evitar pèrdues ocasionades per demores en la collita.
En l'antiga forma de collita amb sega, agarbat, emparvat i trilla, mentre les gavilles romanien en el rostoll hi havia un assecat natural del gra, i fins i tot fins as completava la seva maduració. Això permetia un temps disponible major per a la realització d'aquestes tasques que amb la recol·lectora. Recentment la recol·lectora va originar la necessitat d'un assecat artificial dels grans i amb això menester comptar amb assecadores de grans.

## Tipus de recol·lectores

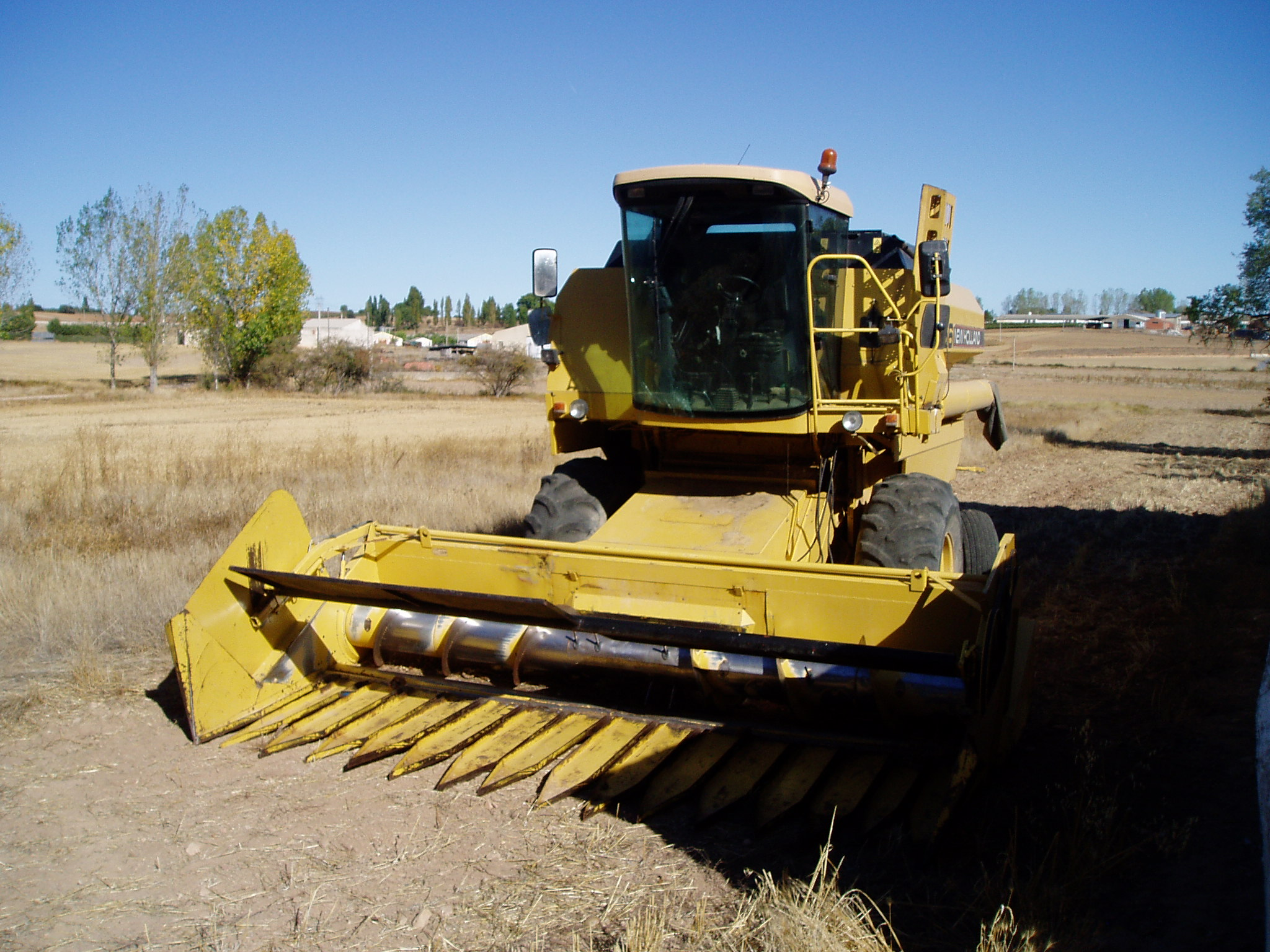
Recol·lectora amb capçal de gira-sol.

Les recol·lectores de blat de moro i gira-sol són iguals a les utilitzades per a la collita de grans fins. Únicament és necessari col·locar-los el capçal específic per a cadascun d'aquests cultius i efectuar les regulacions pròpies de cada cultiu com per exemple velocitat del cilindre, separació cilindre-còncau, sarandes apropiades, etc.
Les recol·lectores d'arròs es caracteritzen per utilitzar rodes duals o sistemes d'eruga per poder treballar sense problemes en els sòls tous dels arrossars.
Les recol·lectores per a vessants són màquines especialment adaptades per collir en sòls amb molt pendent. Tenen un mecanisme hidràulic que manté horitzontal el cos de la recol·lectora com a cilindre-còncau, maquinetes i sarandes necessiten estar anivellades per treballar adequadament, el mateix que el motor. En canvi el capçal i les rodes s'adapten al pendent.

## Incendies a les recol·lectores
Els incendis a les recol·lectores de cereals són responsables de pèrdues de milions de dòlars cada any. Els incendis solen començar a prop del motor, on s'acumulen pols i restes de cultius secs. Els incendis també poden començar quan s'introdueix calor per coixinets o caixes de canvi que han fallat. Entre 1984 i 2000, es van informar de 695 incendis importants de les recol·lectores de cereals al als departaments de bombers dels Estats Units. Arrossegar cadenes per reduir l'electricitat estàtica va ser un mètode emprat per prevenir incendis de recol·lectores, però encara no és clar si l'electricitat estàtics juga algun paper a l'hora de provocar incendis en recol·lectores. L'aplicació dels greixos sintètics adequats redueix la fricció experimentada en punts crucials, és a dir, cadenes, pinyons i caixes d'engranatges, en comparació amb els lubricants a base de petroli. Els motors amb lubricants sintètics també romandran molt més freds durant el funcionament.